# Lebbrosario di San Nicolò

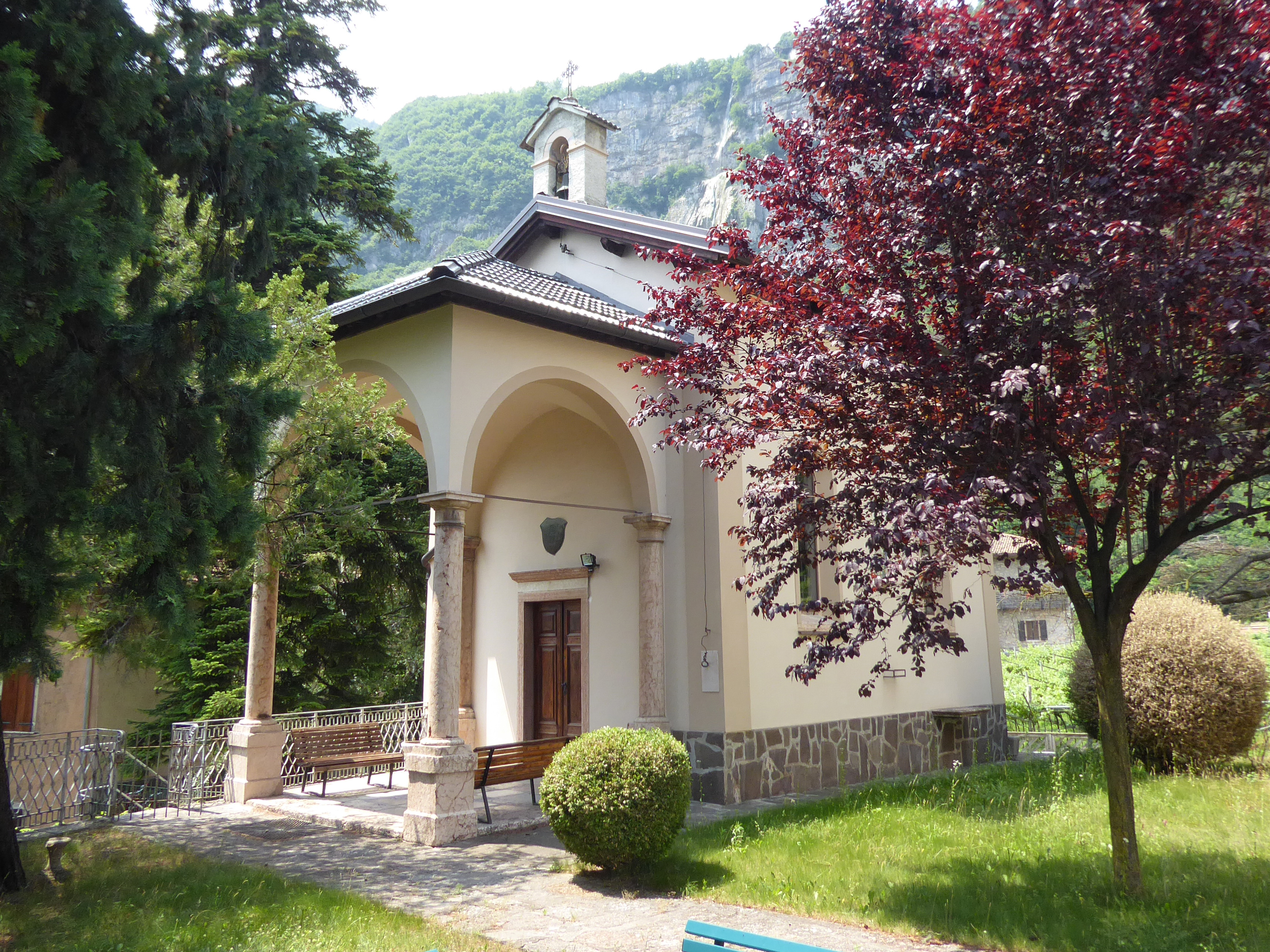
L'odierna cappella di San Nicolò, costruita nel 1897-99

Il lebbrosario di San Nicolò presso Trento fu attivo dalla fine del XII secolo all'inizio del XIV. Si trovava in una zona isolata a sud-ovest della città, su un pianoro posto sulla riva destra dell'Adige, a 240 m s.l.m (circa a metà strada tra le frazioni di Piedicastello e Ravina).

## Storia
La prima notizia della sua esistenza risale al 1182. In quel momento la struttura era gestita da laici; dal 1210 al 1216 il lebbrosario fu governato da una donna di nome Maria. Nel 1241 il vescovo Aldrighetto da Campo ne dettò gli statuti, codificando le regole di comportamento di chi lo abitava. L'ospedale era in quel momento composto da individui malati (infirmi) e da individui sani (conversi), uomini e donne. A partire dalla metà del XIII secolo la documentazione si fa meno consistente. Nel 1309 San Nicolò fu accorpato all'abbazia di San Lorenzo. Quando, nel 1341, si raccolsero testimonianze circa la cattiva gestione dell'abate commendatario Matteo Orsini, si disse che la funzione di cura dei lebbrosi presso San Nicolò era cessata.
In seguito il luogo divenne possesso vescovile; la chiesa è stata demolita nel 1796. Nel corso del XIX e del XX secolo gli edifici sono stati più volte modificati, ma alcuni potrebbero conservare tracce dell'antico lebbrosario. È oggi sede di una comunità religiosa.